# Џибути (град)
Џибути (арап. جيبوتي, сом.: Jabuuti, фр. Ville de Djibouti) је главни град истоимене државе Џибути. Налази се на полуострву, које дели Аденски залив од Таџурског залива, на 11º36' северне географске ширине и 43º10' источне географске дужине. Северозападно од центра места налази се лука, која се користи за међународну трговину, риболов и трајектну везу са северним обалним местима. Јужно од града се налази међународни аеродром Џибути - Амбоули. Железничком пругом је повезан са главним градом Етиопије Адис Абебом.
Према попису из 2005. у граду живи 767.393 становника. Град Џибути се простире на 630 km².

## Географија

### Клима
| Клима (Џибути)          | Клима (Џибути) | Клима (Џибути) | Клима (Џибути) | Клима (Џибути) | Клима (Џибути) | Клима (Џибути) | Клима (Џибути) | Клима (Џибути) | Клима (Џибути) | Клима (Џибути) | Клима (Џибути) | Клима (Џибути) | Клима (Џибути) |
| Показатељ \ Месец       | .Јан.          | .Феб.          | .Мар.          | .Апр.          | .Мај.          | .Јун.          | .Јул.          | .Авг.          | .Сеп.          | .Окт.          | .Нов.          | .Дец.          | .Год.          |
| ----------------------- | -------------- | -------------- | -------------- | -------------- | -------------- | -------------- | -------------- | -------------- | -------------- | -------------- | -------------- | -------------- | -------------- |
| Просек, °C (°F)         | 24 (75)        | 25,5 (77,9)    | 26,5 (79,7)    | 28 (82)        | 30,5 (86,9)    | 33,5 (92,3)    | 35 (95)        | 34,5 (94,1)    | 32 (90)        | 29,5 (85,1)    | 27 (81)        | 25,5 (77,9)    | 29,5 (85,1)    |
| Средњи минимум, °C (°F) | 23 (73)        | 24 (75)        | 25 (77)        | 27 (81)        | 29 (84)        | 31 (88)        | 32 (90)        | 32 (90)        | 31 (88)        | 27 (81)        | 25 (77)        | 23 (73)        | 28 (82)        |
| [ тражи се извор ]      |                |                |                |                |                |                |                |                |                |                |                |                |                |

## Историја
Град је основан 1888, док је 1891. постао главни град француске колоније Француска Сомалија, која је наследила дотадашњи Таџуро. Након проглашења независности 1977. постаје главни град новонастале независне државе.

## Становништво
| 1916.  | 1930.  | 1940.  | 1950.  | 1960.  | 1965.  | 1970.  | 1977.   | 1982.   | 1987.   | 1992.   | 1999.   | 2003.   | 2005.   | 2012.   |
| ------ | ------ | ------ | ------ | ------ | ------ | ------ | ------- | ------- | ------- | ------- | ------- | ------- | ------- | ------- |
| 17.981 | 22.046 | 27.987 | 35.564 | 39.962 | 50.071 | 70.100 | 110.248 | 149.316 | 230.891 | 279.912 | 312.447 | 379.353 | 452.447 | 496.013 |

## Партнерски градови
| Држава            | Град       |
| ----------------- | ---------- |
| Италија           | Римини     |
| Малдиви           | Мале       |
| САД               | Кеј Вест   |
| Малта             | Викторија  |
| Египат            | Суец       |
| Саудијска Арабија | Јазан      |
| Судан             | Порт Судан |
| Јемен             | Аден       |
| Словенија         | Изола      |
| САД               | Кајлуа     |
| Мексико           | Ла Паз     |
| Шпанија           | Алхесирас  |
| Судан             | Картум     |
| Никарагва         | Гранада    |